# Derby des éternels ennemis
Pour les articles homonymes, voir Derby éternel.
La rivalité entre l'Olympiakós et le Panathinaïkós, se réfère à l'antagonisme entre les deux clubs les plus titrés du football grec et basés à Athènes et Le Pirée (de la Grèce). Les rencontres entre les deux équipes sont souvent appelées derbies des éternels ennemis.
Le Pana est créé dans le centre d'Athènes en 1908 et devient vite le club de la haute société tandis que le Thrylos (surnom de l'Olympiakos en grec moderne qui signifie légende), né en 1925, est fondé dans le quartier portuaire du Pirée et devient le porte-parole de la classe ouvrière. Désormais, le clivage social a laissé sa place à une forte rivalité sportive en football mais également dans d'autres sports tels le basket-ball ou le volley-ball.
Sur le plan national, l'Olympiakos est devant le Panathinaïkos en ayant remporté plus de deux fois plus de championnats de Grèce (48 contre 20) et huit coupes de Grèce de plus (28 contre 20). Sur le plan continental, les deux clubs ont chacun atteint une finale de coupe européenne : la finale de la Coupe des clubs champions européens 1970-1971 perdue contre l'Ajax Amsterdam pour le Panathinaïkos et la finale de la Ligue Europa Conference 2023-2024 pour l'Olympiakos, remportée face à la Fiorentina.

## Statistiques
|                                       | Victoires Olympiakos | Nuls | Victoires Panathinaïkos |
| ------------------------------------- | -------------------- | ---- | ----------------------- |
| Championnat panhellénique (1927-1959) |                      |      |                         |
| Olympiakos domicile                   | 10                   | 4    | 4                       |
| Panathinaikos domicile                | 6                    | 5    | 7                       |
| Terrain neutre                        | 1                    | 1    | 0                       |
| Total                                 | 17                   | 10   | 11                      |
| Championnat                           |                      |      |                         |
| Olympiakos domicile                   | 28                   | 21   | 12                      |
| Panathinaikos domicile                | 18                   | 25   | 18                      |
| Terrain neutre                        | 1                    | 1    | 0                       |
| Total                                 | 47                   | 48   | 30                      |
| Coupe                                 |                      |      |                         |
| Olympiakos domicile                   | 11                   | 3    | 2                       |
| Panathinaikos domicile                | 7                    | 5    | 5                       |
| Terrain neutre                        | 1                    | 2    | 2                       |
| Total                                 | 19                   | 10   | 9                       |
| Coupe de la Ligue                     |                      |      |                         |
| Olympiakos domicile                   | 0                    | 1    | 0                       |
| Panathinaikos domicile                | 0                    | 1    | 0                       |
| Total                                 | 0                    | 2    | 0                       |
| Total                                 |                      |      |                         |
|                                       | 84                   | 71   | 51                      |

## Palmarès
| Compétitions            | Olympiakos | Panathinaïkos |
| ----------------------- | ---------- | ------------- |
| Championnat             | 48         | 20            |
| Coupe                   | 28         | 20            |
| Supercoupe              | 4          | 3             |
| Ligue Europa Conference | 1          | 0             |
| Total                   | 81         | 43            |